# Ajnabee
Ajnabee è un film del 2001 diretto da Abbas-Mustan.